# Английский или испанский?
Английский или испанский? (англ. English or Spanish?, произношение [/ˈɪŋɡlɪʃ ɔː(r) ˈspænɪʃ/] (слушать)о файле) — интернет-челлендж, получивший популярность в 2024 году. Суть челленджа заключается в следующем: один человек задаёт другому вопрос «Английский или испанский?» («English or Spanish?»). После того как второй участник выбирает язык, первый произносит на нём фразу «Если вы двинетесь, вы гей». Затем оба участника должны оставаться неподвижными, и тот, кто первым пошевелится, считается проигравшим.

## История
Челлендж «English or Spanish» возник 25 февраля 2024 года, когда Альфонсо Пинпон опубликовал в TikTok видеоролик, в котором он подходил к посетителям торгового центра и предлагал им принять участие в челлендже. Первые видео Альфонсо, в которых он проводил данный челлендж, были исключительно на испанском языке. Подобные видео того же создателя продолжали появляться в течение нескольких следующих месяцев, что в конечном итоге способствовало распространению челленджа. Некоторые видео, вдохновленные этим трендом, показывают, как люди или предметы замирают на месте при произнесении вопроса «Английский или испанский?». многие видео с этим трендом сопровождаются песней «Static» Стива Лейси, которая играет в момент, когда люди или объекты замирают на месте.

## Реакция
Некоторые издания, такие как The Mary Sue, отметили наличие гомофобии в этом челлендже.